# Stactobia teldi
Stactobia teldi is een schietmot uit de familie Hydroptilidae. De soort komt voor in het Oriëntaals gebied.